# Форсайт, Джон (политик)
Джон Форсайт (англ. John Forsyth; 22 октября 1780, Фредериксберг, Виргиния — 21 октября 1841, Вашингтон, округ Колумбия) — американский государственный деятель. Сенатор. В 1832—1833 годах был председателем сенатского Комитета по международным отношениям. 13-й государственный секретарь США (1834—1841).

## Биография
Родился в городе Фредериксберг (Виргиния). Его отец, Роберт Форсайт, был первым американским маршалом; он был убит при исполнении своих служебных обязанностей в 1794 году. В 1799 году Джон Форсайт окончил Принстонский университет и устроился работать адвокатом. Женился на Кларе Мейгз, дочери Джозайя Мейгза, как предполагается, в 1801 или 1802 году. Один из его сыновей, Джон Форсайт-младший, в будущем стал редактором газеты.

### Политическая жизнь
Форсайт работал в Палате представителей США (1813—1818; 1823—1827 гг.), Сенате (1818—1819; 1829—1834). С 1827 по 1829 был 33-м губернатором Джорджии. С 1834 по 1841 год — Государственный секретарь США. Считается последователем Эндрю Джексона; также критически относился к таможенному кризису в 1832 году. В награду за свои усилия он был назначен госсекретарём США. Форсайт поддерживал рабство и сам являлся рабовладельцем.

### Смерть и наследие
Форсайт умер за день до своего 61-го дня рождения в Вашингтоне и был похоронен на кладбище Конгресса. В честь него был назван округ, город и парк.

## В культуре
В 1997 году Дэвид Пеймер сыграл роль Джона Форсайта в фильме «Амистад» режиссёра Стивена Спилберга.